# Amphisbetia geminata
Amphisbetia geminata is een hydroïdpoliep uit de familie Sertulariidae. De poliep komt uit het geslacht Amphisbetia. Amphisbetia geminata werd in 1884 voor het eerst wetenschappelijk beschreven door Bale. 